# Ocucaje
Ocucaje é um lugarejo agrícola de Ica, no Peru. Para se chegar lá deve-se percorrer um longo caminho por entre o deserto Icano. É um rico sítio arqueológico rodeado de fósseis de dinossauros de 25 milhões de anos. É o maior cemitério de baleias pré-históricas do mundo. A economia é sustentada pela produção de vinho.